# اویمن
اویمن (به لاتین: Uymen) یک منطقهٔ مسکونی در روسیه است که در جمهوری آلتای واقع شده‌است.